# Kuźnice (Zakopane)

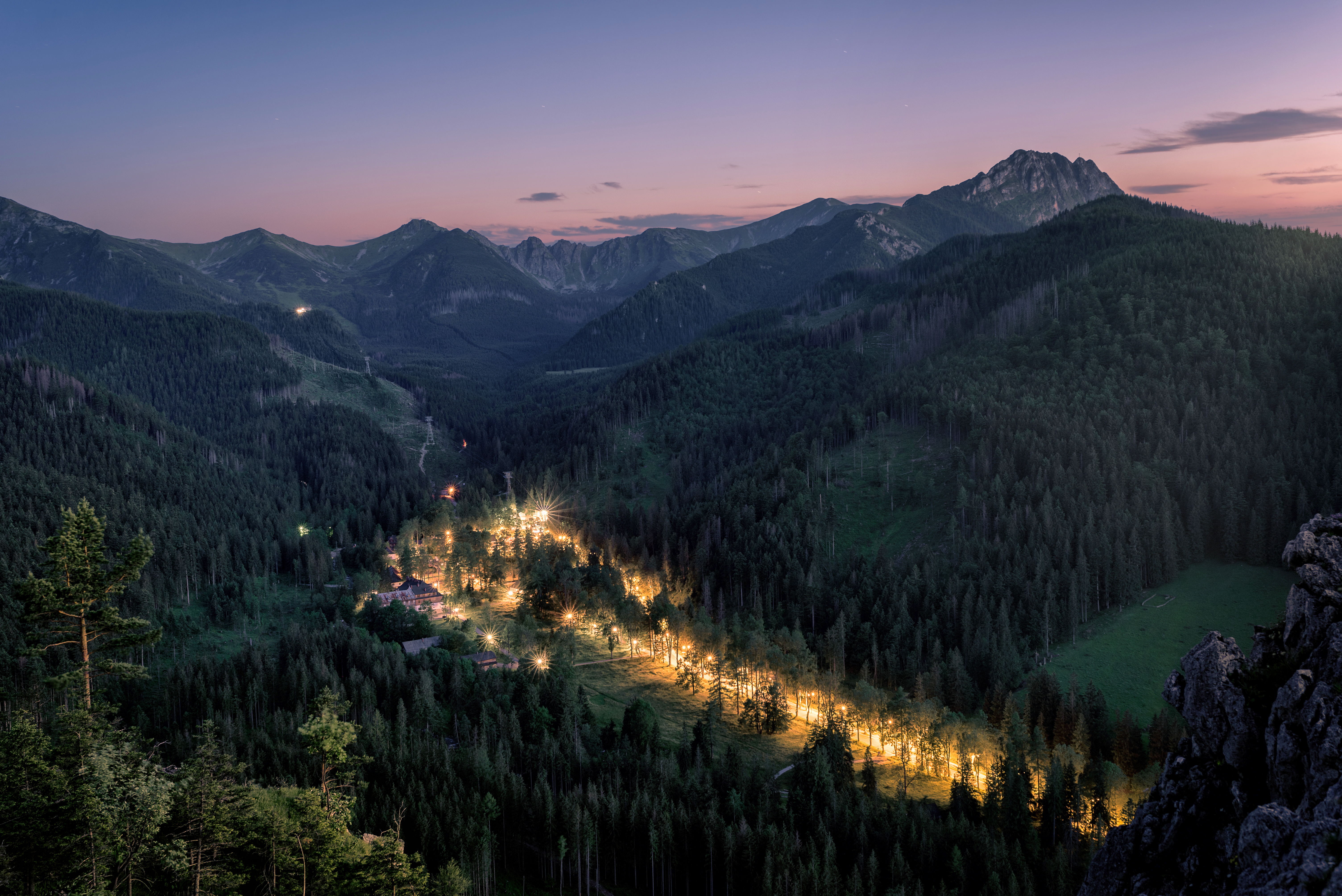
Blick vom Nosal

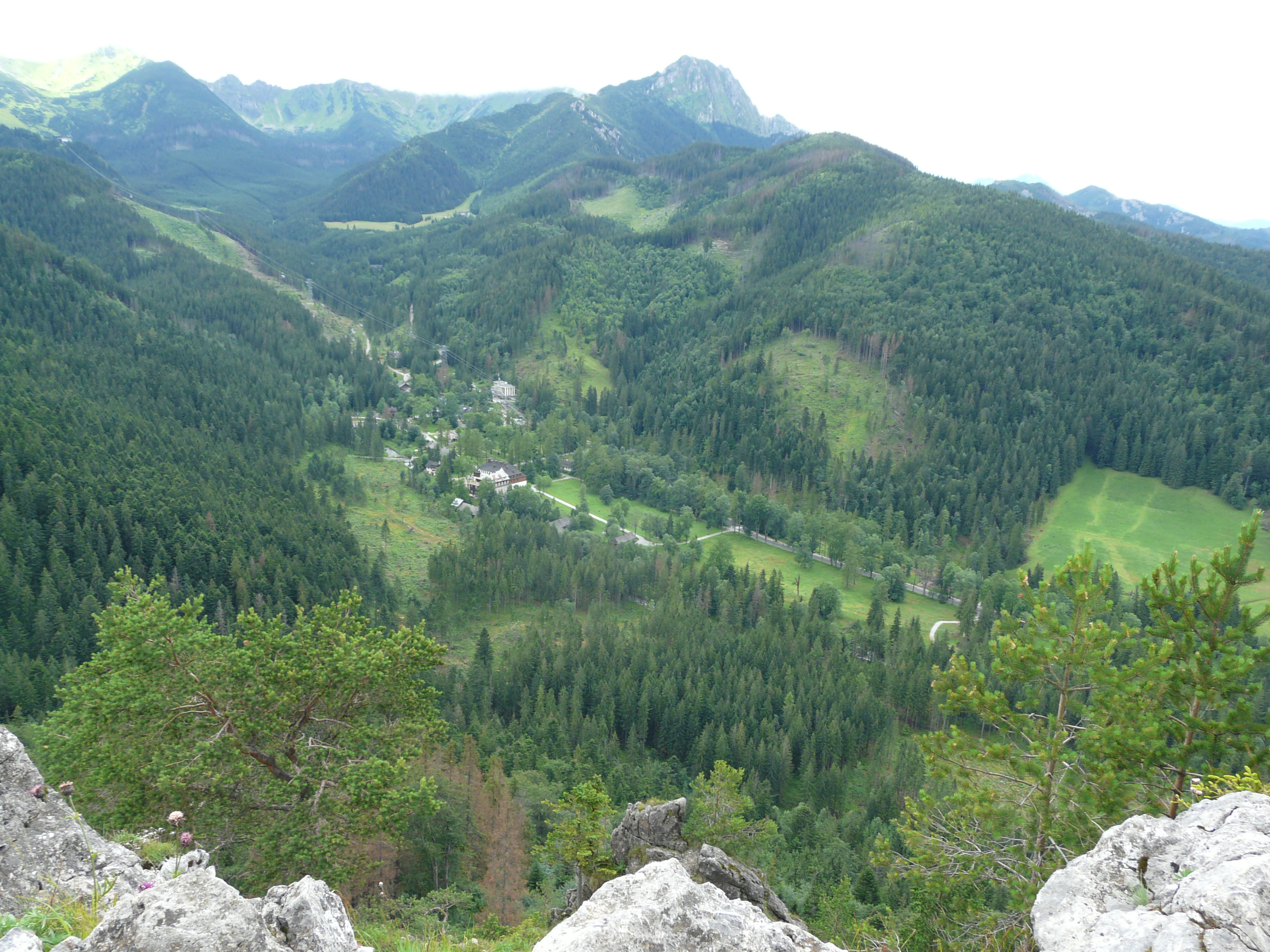
Blick vom Nosal

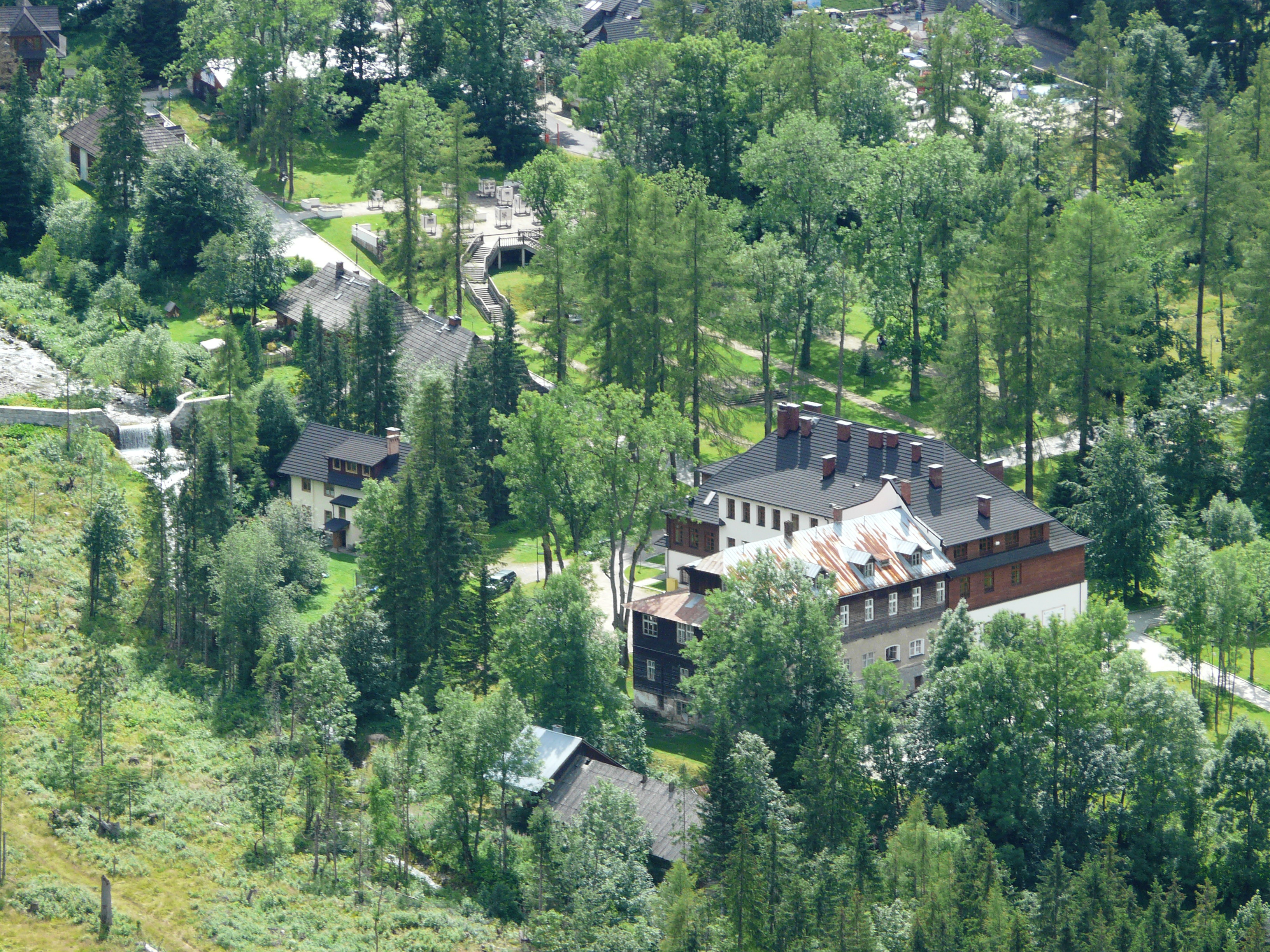
Gutshof und Park

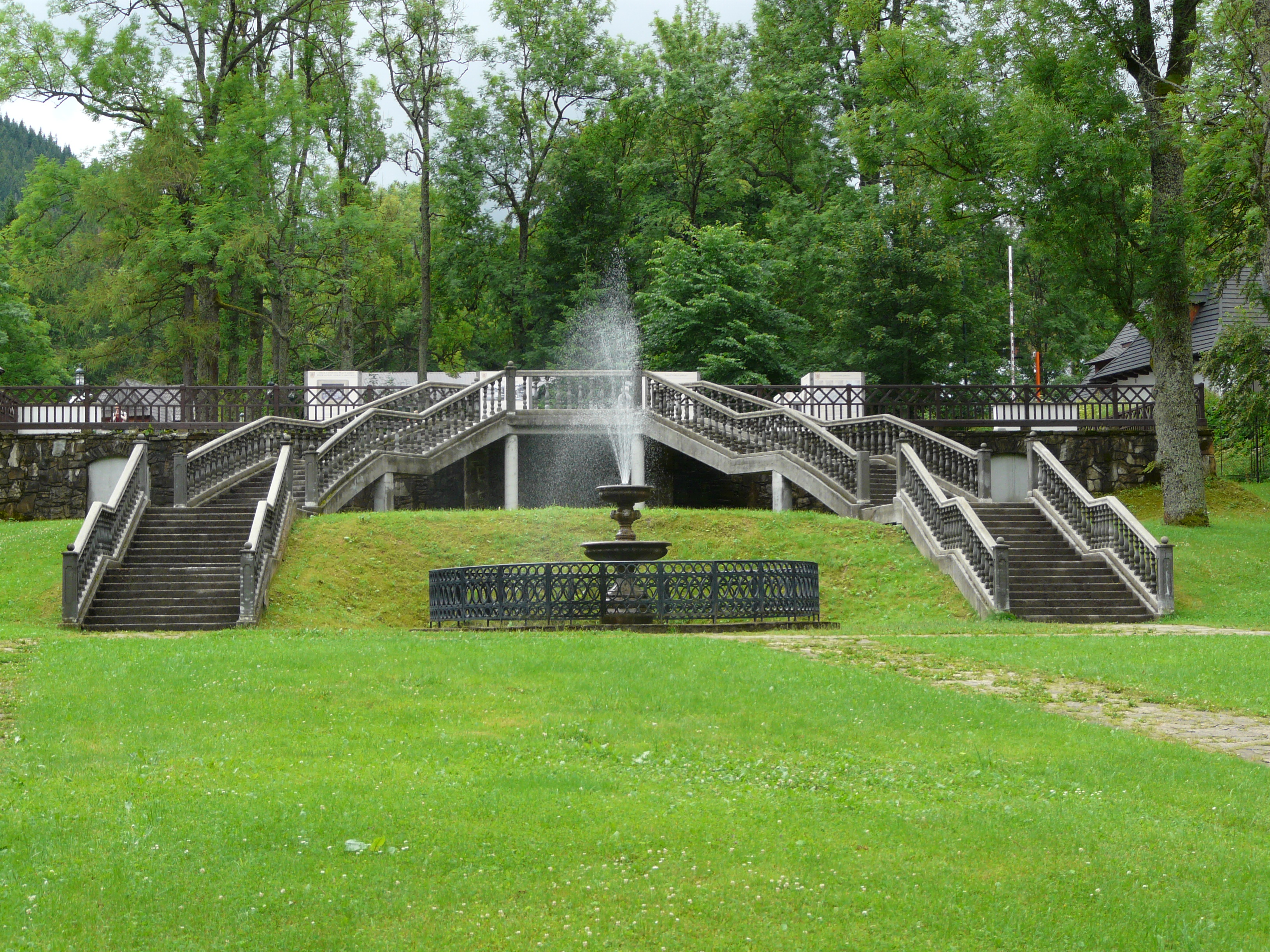
Parkanlage

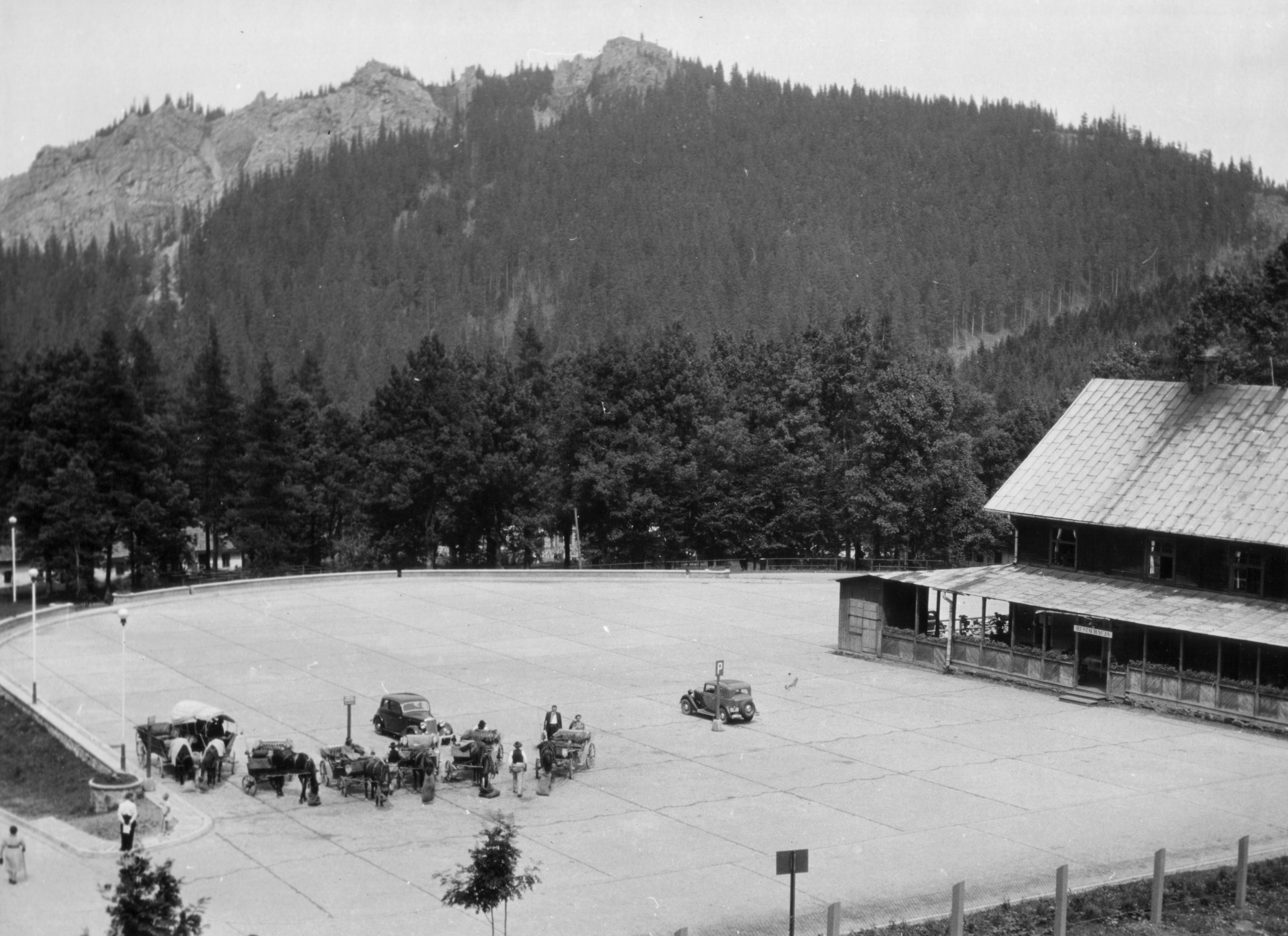
Untere Seilbahnstation 1939

Die Kuźnice ist ein Stadtteil der polnischen Stadt Zakopane in der Westtatra im Powiat Tatrzański in der Woiwodschaft Kleinpolen.

## Lage
Der Stadtteil liegt im Süden der Stadt auf einer Höhe von 1011 Metern über NN innerhalb des Tatra-Nationalparks im Tal Dolina Bystrej. Um den Ortsteil erheben sich die Gipfel der Krokiew, Jaworzyńskie Czoła, Boczań, Nieborak und des Nosal.

## Geschichte
Der Ort wurde im 18. Jahrhundert als Lager von Eisenerz angelegt, das im Tal Dolina Jaworzynka abgebaut worden ist. Das Eisenerz wurde über den Droga pod Reglami in das Tal Dolina Kościeliska, damals Eisenweg genannt, transportiert. Dort befand sich eine der ersten Eisenhütten der Tatra. Mitte des 18. Jahrhunderts wurden die Hütten in Kuźnice angelegt. Seit 1776 wurden sie Huty Hamerskie genannt und beschäftigten 120 Arbeiter. Eigentümer der Hütten war zunächst bis 1783 Franciszek Rychter-Pelikański und ab 1807 die ungarische Familie Homolacs, die für die Arbeiterfamilien eine Schule und ein Orchester in Kuźnice angelegt hat. Die Eigentümer errichteten für sich einen Gutshof mit einer großen Parkanlage in Kuźnice. Im 19. Jahrhundert waren die Huty Hamerskie die größten Eisenhütten in Galizien. Die Wasserkraft für die Schmiede lieferten Mühlen auf dem Gebirgsbach Bystra und die Wärmeenergie die Holzkohle, die aus den Buchen der Tatra gewonnen wurde. Die Hüttenwerke wurden in der zweiten Hälfte des 19. Jahrhunderts geschlossen und der große Heizofen 1875 abgeschaltet. 1889 hat Władysław Zamoyski Kuźnice erworben und die Hütten endgültig abgeschaltet.
1936 wurde in Kuźnice die untere Station der Seilbahn Kasprowy Wierch errichtet.

## Etymologie
Der Name lässt sich als „Schmiede“ übersetzen, wobei er auf die hier angelegten Eisenhütten zurückgeht.

## Verkehr
Kuźnice ist eine autofreie Zone. Nur Personen mit einem Schwerbehindertenausweis sowie Fahrzeuge mit einer behördlichen Genehmigung dürfen in den Stadtteil fahren. Pferdekutschen und Minibusse verkehren von der unteren Seilbahnstation ins Stadtzentrum von Zakopane sowie zu anderen Eingängen in den Tatra-Nationalpark.

## Tourismus
In Kuźnice beginnen zahlreiche Wanderwege in die Hohe Tatra und Westtatra.
- ▬ Droga pod Reglami: Zakopane-Murowanica – Wielka Krokiew – Dolina Białego  – Dolina Strążyska  – Dolina Małej Łąki  – Kiry (Dolina Kościeliska)
- ▬ Zakopane-Kuźnice – Dolina Jaworzynka – Przełęcz między Kopami
- ▬-▬ Lenin-Weg: Zakopane-Kuźnice – Boczań – Przełęcz między Kopami – Murowaniec-Hütte auf der Alm Hala Gąsienicowa – Czarny Staw Gąsienicowy – Zawrat – Dolina Pięciu Stawów Polskich – Fünf-Polnische-Seen-Hütte – Świstowa Czuba – Rówień nad Kępą – Meeraughütte
- ▬ Zakopane-Kuźnice – Zakopane-Zentrum
- ▬ Droga Brata Alberta: Zakopane-Kuźnice – Kalatówki-Berghotel – Kondratowa-Hütte – Kondracka Przełęcz – Giewont
- ▬ Zakopane-Kuźnice – Klasztor Albertynek na Kalatówkach
- ▬ Zakopane-Kuźnice – Kasprowy Wierch
- ▬ Zakopane-Kuźnice – Nosal

In Kuźnice befindet sich auch die untere Station der Seilbahn Kasprowy Wierch sowie die untere Station des Skigebiet Kasprowy Wierch. 
Im ehemaligen Gutshof ist derzeit die Verwaltung des Tatra-Nationalparks sowie das Tatra-Museum beheimatet.

## Belege
- Zofia Radwańska-Paryska, Witold Henryk Paryski, Wielka encyklopedia tatrzańska, Poronin, Wyd. Górskie, 2004, ISBN 83-7104-009-1.
- Tatry Wysokie słowackie i polskie. Mapa turystyczna 1:25.000, Warszawa, 2005/06, Polkart, ISBN 83-87873-26-8.

## Panorama

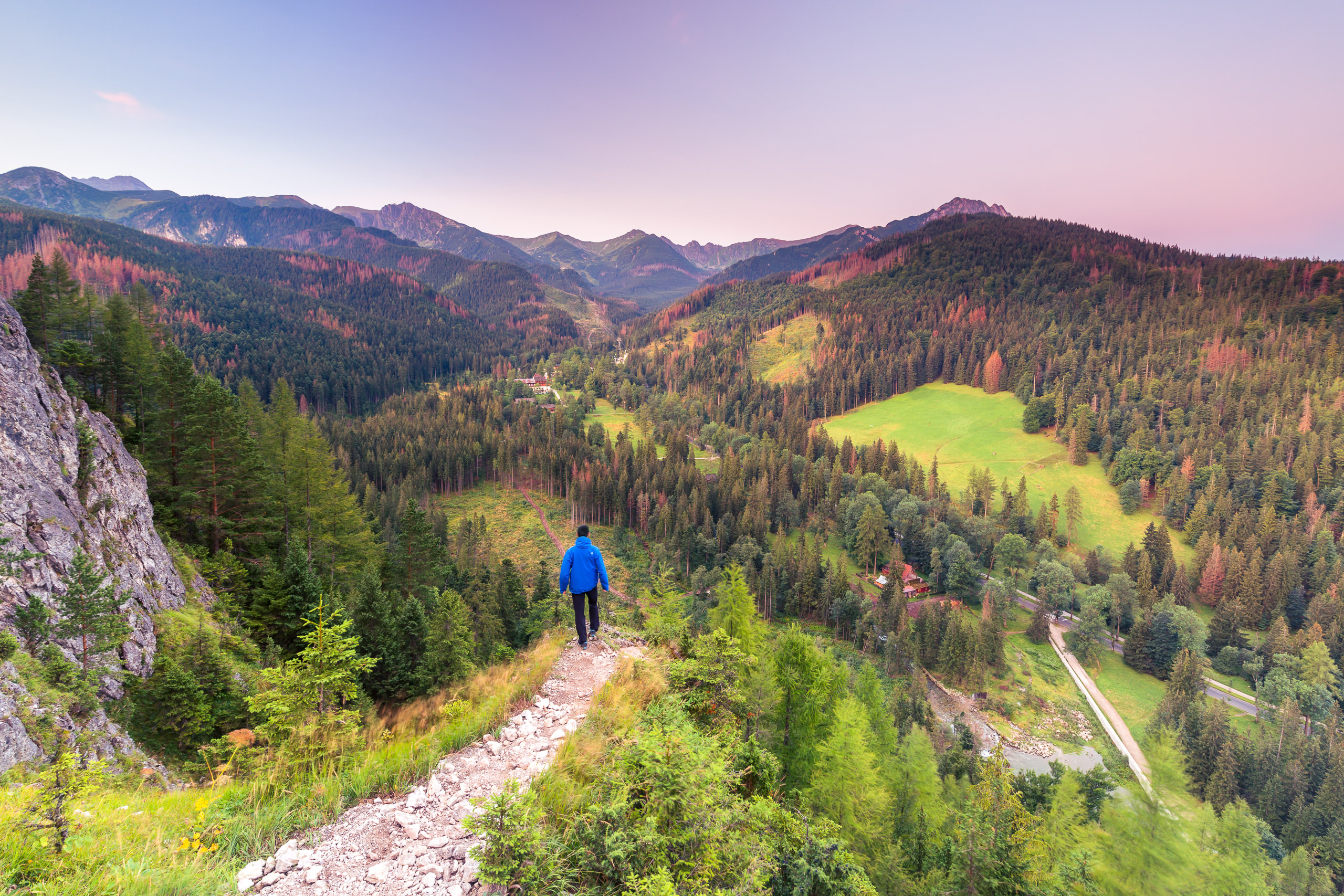
Blick vom Wanderweg von Kuźnice auf den Nosal